# Shut Up and Let Me Go
Shut Up and Let Me Go é o terceiro single da dupla britânica The Ting Tings para seu primeiro álbum de estúdio, We Started Nothing. O single foi lançado em 15 de abril nos Estados Unidos e foi o primeiro do The Ting Tings a aparecer no Billboard.

## Desempenho nas paradas musicais
| Paradas musicais                         | Melhor Posição |
| ---------------------------------------- | -------------- |
| Australian ARIA Singles Chart            | 44             |
| Australian ARIA Club Chart (A)           | 22             |
| Belgian Singles Chart                    | 55             |
| Canadian Hot 100                         | 29             |
| Dutch Mega Top 50                        | 17             |
| Irish Singles Chart                      | 9              |
| Mexico Top 100                           | 35             |
| Turkey Top 20 Chart                      | 15             |
| U.S. Billboard Hot 100                   | 55             |
| U.S. Billboard Modern Rock Singles Chart | 34             |
| UK Singles Chart                         | 6              |